# Memoriał Alfreda Smoczyka 1976
XXVI Memoriał Alfreda Smoczyka odbył się 29 sierpnia 1976 r. Zdzisław Dobrucki wygrał po raz trzeci.

## Wyniki
- 29 sierpnia 1976 r. (niedziela), Stadion im. Alfreda Smoczyka (Leszno)
- Najlepszy Czas Dnia: Bernard Jąder – 71,60 sek. w 1 wyścigu

| Msc. | Zawodnik                 | Klub / Kraj       | Pkt |              |  |
| ---- | ------------------------ | ----------------- | --- | ------------ |  |
| 1    | (13) Zdzisław Dobrucki   | Unia Leszno       | 13  | (3,2,3,3,2)  |  |
| 2    | (1) Bernard Jąder        | Unia Leszno       | 12  | (3,3,3,3,d)  |  |
| 3    | (8) Roman Jankowski      | Unia Leszno       | 11  | (2,3,2,2,2)  |  |
| 4    | (10) Mariusz Okoniewski  | Unia Leszno       | 10  | (t,2,2,3,3)  |  |
| 5    | (6) Franciszek Stach     | Kolejarz Opole    | 10  | (3,3,2,1,1)  |  |
| 6    | (12) Andrzej Maroszek    | Polonia Bydgoszcz | 9   | (2,2,3,2,0)  |  |
| 7    | (3) Piotr Bruzda         | Sparta Wrocław    | 9   | (2,2,u,2,3)  |  |
| 8    | (9) Alfred Siekierka     | Kolejarz Opole    | 8   | (1,d,3,2,2)  |  |
| 9    | (15) Czesław Piwosz      | Unia Leszno       | 8   | (2,1,2,3,-)  |  |
| 10   | (14) Wojciech Kaczmarek  | Start Gniezno     | 6   | (t,1,1,1,3)  |  |
| 11   | (7) Bogusław Nowak       | Stal Gorzów Wlkp. | 6   | (1,3,1,d,1)  |  |
| 12   | (2) Ryszard Jany         | Sparta Wrocław    | 4   | (d,d,d,1,3)  |  |
| 13   | (5) Clemens Bever        | NRD               | 4   | (0,1,1,0,2)  |  |
| 14   | (4) Dieter Tetzlaff      | NRD               | 2   | (1,w,0,0,1)  |  |
| 15   | (16) Ryszard Fabiszewski | Stal Gorzów Wlkp. | 1   | (0,1,-,-,ns) |  |
| 16   | (11) Zygfryd Kostka      | Sparta Wrocław    | 0   | (0,0,-,-,-)  |  |
|      | (R1) Lech Bewicz         | Polonia Bydgoszcz | 4   | (3,1,0,0,0)  |  |
|      | (R2) Ryszard Buśkiewicz  | Unia Leszno       | 3   | (1,1,1)      |  |

## Bieg po biegu
1. (71,60) B. Jąder, Bruzda, Tetzlaff, Jany (d)
2. (72,00) Stach, R. Jankowski, B. Nowak, Bever
3. (74,00) Bewicz, Maroszek, Siekierka, Kostka, M. Okoniewski (t) / Bewicz za wykluczonego (taśma) Okoniewskiego
4. (74,00) Z. Dobrucki, Piwosz, Bewicz, Fabiszewski, Kaczmarek (t) / Bewicz za wykluczonego (taśma) Kaczmarka
5. (73,00) B. Jąder, Z. Dobrucki, Bever, Siekierka (d)
6. (73,20) Stach, M. Okoniewski, Kaczmarek, Jany (d)
7. (73,80) B. Nowak, Bruzda, Piwosz, Kostka
8. (74,40) R. Jankowski, Maroszek, Fabiszewski, Tetzlaff (w)
9. (73,00) B. Jąder, Stach, Buśkiewicz, Bewicz / Buśkiewicz za Fabiszewskiego  oraz Bewicz za Kostkę
10. (74,20) Maroszek, Piwosz, Bever, Jany (d)
11. (74,40) Siekierka, R. Jankowski, Kaczmarek, Bruzda (u)
12. (74,60) Z. Dobrucki, M. Okoniewski, B. Nowak, Tetzlaff
13. (74,20) B. Jąder, Maroszek, Kaczmarek, B. Nowak (d)
14. (75,00) Z. Dobrucki, R. Jankowski, Jany, Bewicz / Bewicz za Kostkę
15. (76,00) M. Okoniewski, Bruzda, Buśkiewicz, Bever / Buśkiewicz za Fabiszewskiego
16. (73,80) Piwosz, Siekierka, Stach, Tetzlaff
17. (75,00) M. Okoniewski, R. Jankowski, Buśkiewicz, B. Jąder (d) / Buśkiewicz za Piwosza
18. (77,50) Jany, Siekierka, B. Nowak, Fabiszewski (ns)
19. (73,80) Bruzda, Z. Dobrucki, Stach, Maroszek
20. (76,00) Kaczmarek, Bever, Tetzlaff, Bewicz / Bewicz za Kostkę

O Puchar ZM ZMS
21. (76,40) R. Jankowski, Siekierka, M. Okoniewski, Maroszek
O Puchar ZO PZM
22. (76,00) Stach, Maroszek, M. Okoniewski (d), Bruzda (w)